# Terfenyl
Terfenyl, C18H14, är ett fast, tricykliskt, aromatiskt kolväte, med smältpunkt 214 °C.

## Egenskaper
Terfenyler är även känd som difenylbensener eller trifenyler, de består av en central bensenring substituerad med två fenylgrupper. De tre isomererna är orto-terfenyl, meta-terfenyl, och para-terfenyl.

## Framställning
Terfenyler är biprodukter vid framställningen av bifenyl genom dehydrokondensation av bensen. De återfinns i den högkokande fraktionen av pyrolysprodukter. O-derivatet kan lätt separeras från terfenylisomerblandningen genom destillation. m- och p-terfenyl destillerar tillsammans och de rena isomererna kan erhållas genom zonraffinering.

## Användning
Terfenyl av kommersiell kvalitet är i allmänhet en blandning av de tre isomererna. Denna blandning används vid produktionen av polyklorerade terfenyler, som tidigare har använts som värmelagrings- och överföringsmedel. p -terfenyl är den vanligaste isomeren. Den används som ett laserfärgämne och en ingrediens i solskyddsmedel.